# Strator Trucks

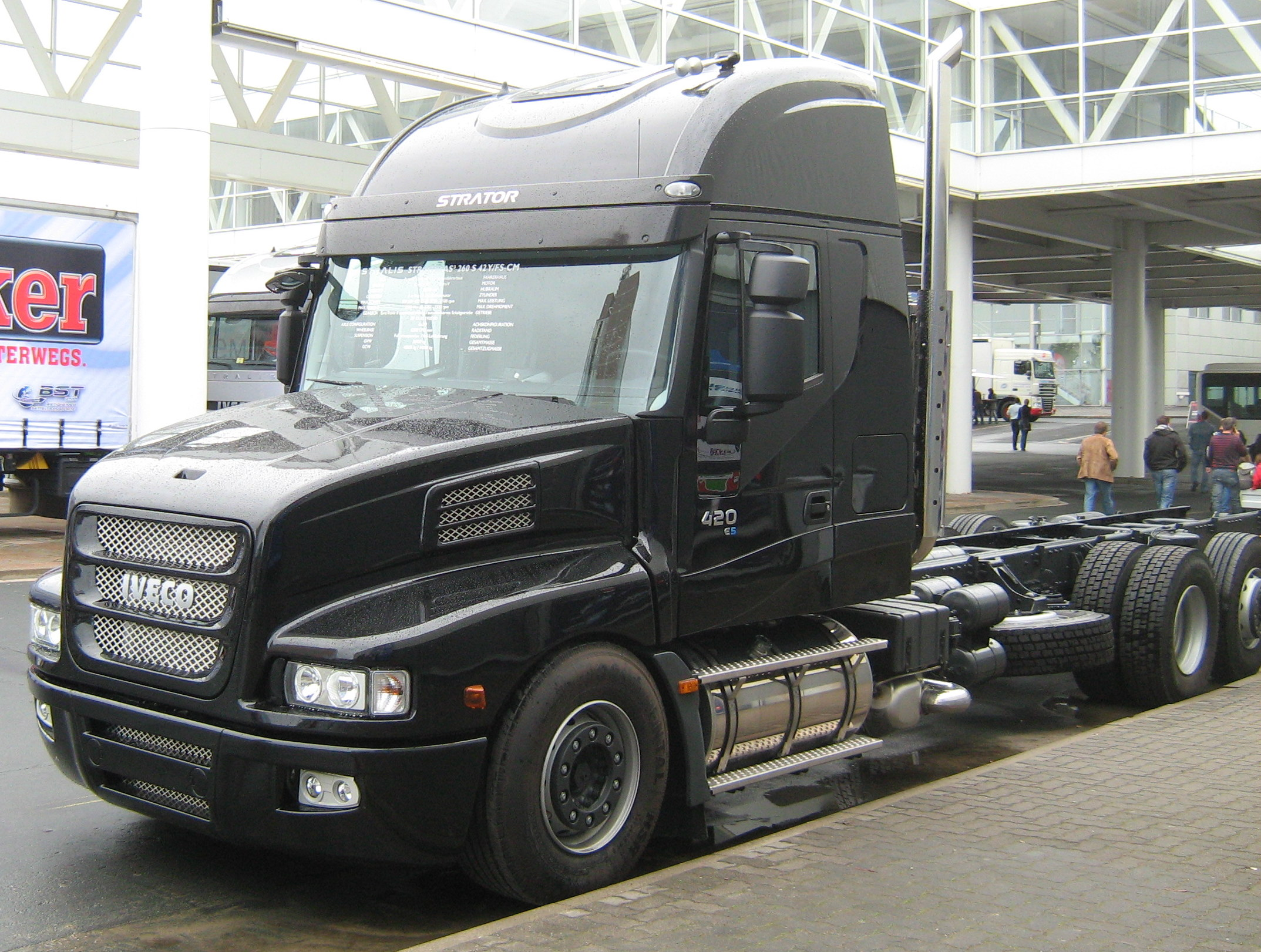
IVECO strator

Strator Trucks is een merk vrachtautos, dat in 2012 uit het bedrijf Iveco is ontstaan. Er wordt nog wel van motoren van IVECO gebruikgemaakt. De eerste Strator werd in 2007, toen nog als Iveco, gepresenteerd.
- officiële website.